# 小畑稲升
小畑 稲升（おばた とうしょう、文化9年（1812年） - 明治19年（1886年））は、幕末から明治時代の絵師。

## 略歴
因幡国鳥取（現在の鳥取県鳥取市吉方）に生まれる。父は小畑幸四郎政成、母は中山玄柳の娘。初名は成章、のち広助といい、五石、興雲などの号を持ち、稲升もそのひとつである。
はじめ黒田稲皐に画技を学び、やがてその才能を認められ、弘化2年（1845年）の鳥取城二の丸新殿造営に際しては、屏風のほか数々の画を描いた。
弘化3年（1846年）、京に上って南画家・中林竹洞に師事して画を学び、その年の暮れには鳥取藩絵師として召し抱えられ、4人扶持を給せられた。江戸から明治へと変わる激動の時代に20年余り勤め、沖九皐と並んで鳥取藩最後の藩絵師となった。
自得寺（兵庫県美方郡新温泉町田井）の本堂全面を飾る表裏45面の襖絵は稲升の最高傑作と言われるもので、「遊鯉図」「雲竜図」「猛虎図」「芦雁図」「牡丹孔雀図」などの様々な画題が生き生きと描かれている。
晩年は岩美町荒金の中村家にもらい親として迎えられ、明治19年に75歳で没した。法名は稲升院無相寿量居士。
稲皐の師・土方稲嶺から続く鯉の絵を得意として、多数の作品を残している。特に「飛鯉図」などに見られる鯉が跳ね上がる一瞬の動きを捉えた作品に特色がある。

## 作品
| 作品名                     | 技法               | 形状・員数 | 寸法（縦x横cm）  | 所有者         | 年代                 | 落款・印章         | 備考                                                               |
| -------------------------- | ------------------ | ---------- | ---------------- | -------------- | -------------------- | ------------------ | ------------------------------------------------------------------ |
| 観月図                     | 紙本著色           | 1幅        | 55.5×85.5        | 鳥取県立博物館 | 1829年（文政12年）   |                    |                                                                    |
| 楼閣山水図襖・老松孔雀図襖 | 紙本淡彩・紙本墨画 | 各襖4面    | 177.0x91.5（各） | 浜坂町自得寺   | 1858年（安政5年）    |                    | 自得寺には他に「芦に鯉図」「「猛虎図」など41面の襖絵が残っている。 |
| 郡鯉図                     | 絹本淡彩           | 1幅        | 63.4x85.0        | 鳥取県立博物館 |                      | 款記「稲升廣助寫」 |                                                                    |
| 米法遊鯉図                 | 紙本墨画           | 1幅        | 133.6x58.1       | 鳥取県立博物館 | 1882年（明治15年）   |                    |                                                                    |
| 梅花百鳥双鯉図             | 紙本著色           | 1幅        | 131.5x55.0       | 鳥取県立博物館 | 1885年（明治18年）頃 |                    |                                                                    |

## 参考資料
- 鳥取県の自然と歴史 -5- 藩政時代の絵師たち （鳥取県立博物館）
- 新編岩美町誌 下巻（岩美町）